# Alfa,alfa-trealosio fosforilasi
La alfa,alfa-trealosio fosforilasi è un enzima appartenente alla classe delle transferasi, che catalizza la seguente reazione:
α,α-trealosio + fosfato ⇄ D-glucosio + β-D-glucosio 1-fosfato